# Tesfaye Tola
Tesfaye Tola (* 19. Oktober 1974 in der Provinz Arsi) ist ein äthiopischer Langstreckenläufer und Olympiadritter.
1999 stellte er als Vierter beim Amsterdam-Marathon seine persönliche Bestzeit von 2:06:57 h auf. Beim Marathon der Olympischen Spiele 2000 in Sydney holte er Bronze hinter seinem Landsmann Gezahegne Abera und Erick Wainaina (KEN). Bei den Weltmeisterschaften 2001 in Edmonton belegte er den vierten Platz.
2004 war er Fünfter beim London-Marathon, 2005 Dritter beim Amsterdam-Marathon und 2008 Fünfter beim Dubai-Marathon, jeweils mit Zeiten unter 2:10 Stunden.